# Korallenmeer

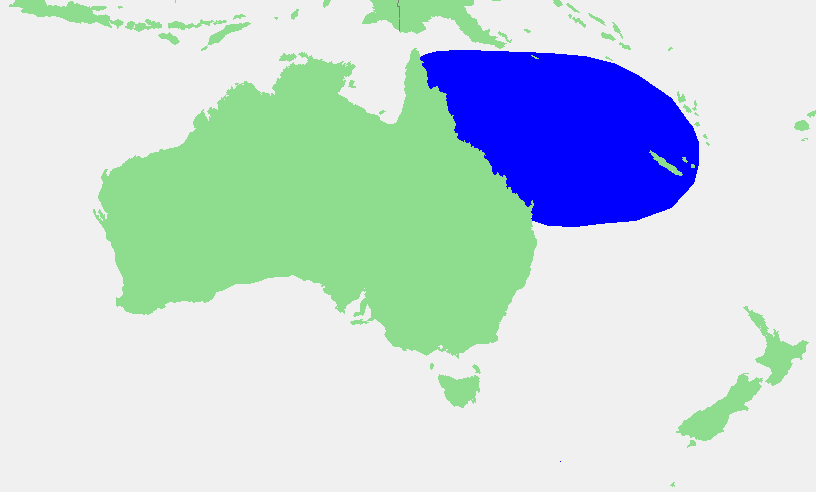
Lage des Korallenmeers

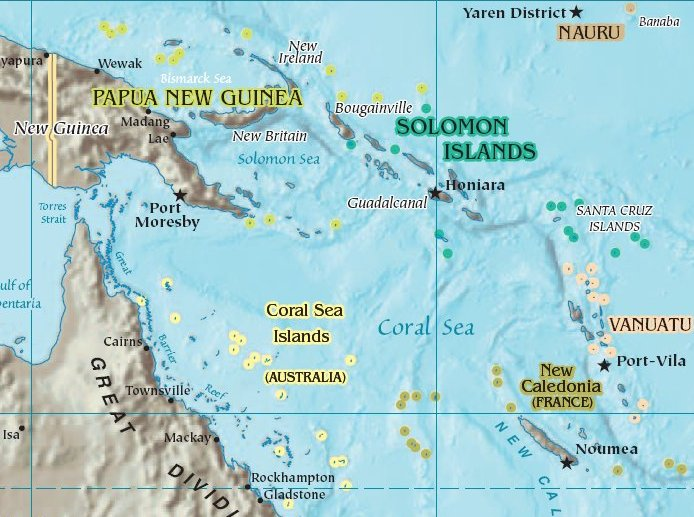
Das Korallenmeer, Teil des Südpazifiks
nordöstlich von Australien

Das Korallenmeer oder die Korallensee (englisch Coral Sea, französisch mer de Corail, Mer de Corail f.) ist ein Nebenmeer des Pazifischen Ozeans zwischen Australien, Neuguinea, den Salomon-Inseln und Vanuatu.
Im Nordosten grenzt es an die Salomonensee und im Süden an die Tasmansee; über die Torres-Straße steht es im Nordwesten mit der Arafurasee in Verbindung. Im Norden des Korallenmeers liegt der Golf von Papua, und im Nordwesten die Torres-Straße mit ihren Inseln.
Das Meer ist durch zahlreiche Korallenriffe geprägt. Die größten Riffkomplexe sind das Great Barrier Reef vor der australischen Küste und das Neukaledonische Barriereriff rund um Neukaledonien.

## Inseln
Innerhalb der über 4.791.000 km² des Korallenmeers liegen die zu Neukaledonien gehörigen Belep- und Chesterfieldinseln (und nach der Definition der International Hydrographic Organization (IHO) auch die Hauptinsel Grande Terre, die Loyalitätsinseln und die Île des Pins), sowie vor der australischen Küste (außerhalb des Great Barrier Reef) die Korallenmeerinseln, seit 1969 australisches Außengebiet. Bis auf eine bemannte Wetterstation auf Willis Islet sind diese Inseln unbewohnt; zu ihnen gehört auch das Lihou Reef, das mit einer Lagune von rund 2500 km² eines der größten Atolle der Erde ist. Mellish Reef befindet sich zwischen den Chesterfieldinseln und Lihou Reef und ist das abgelegenste der Atolle. Zwischen Great Barrier Reef und australischer Küste, in den Küstengewässern von Queensland, liegen die Cumberland Islands mit den touristisch bedeutenden Whitsunday Islands. Der zu Papua-Neuguinea gehörige Louisiade-Archipel bildet die Grenze zur Salomonensee, liegt aber zum größten Teil nördlich der von der IHO definierten Grenzlinie. Dagegen liegen die Inseln Vanuatus – die Neuen Hebriden, Banks- und Torres-Inseln – nach IHO-Definition im Korallenmeer und bilden mit ihrer Ostküste seine Ostgrenze.
Die Grenze zur Tasmansee verläuft laut IHO den 30. südlichen Breitengrad entlang vom australischen Festland zum Elizabeth Reef. In der Praxis wird dagegen meist die Grenze zwischen den Küstengewässern von Queensland und New South Wales (etwa ein Grad nördlicher) auch als Grenze zwischen den beiden Meeren betrachtet, sodass je nach Definition die Elizabeth and Middleton Reefs am Rande des Korallenmeeres oder in der Tasmansee liegen.

## Geschichte
1942 fand im Korallenmeer eine Seeschlacht zwischen japanischen und alliierten Flottenverbänden statt, deren Ergebnis zum Abbruch der japanischen Invasion von Port Moresby führte.